# Pink film
Pink film, även känt som Pinkku, är en japansk filmgenre av det erotiska slaget. Dessa filmer skiljer sig från vanliga porrfilmer genom att pink-filmer alltid har en handling. Historien i en pink film berättas ofta på ett konstnärligt sätt.
Filmgenren hade sin storhetstid mellan 1960-talet och 1980-talet, men det görs filmer inom genren än idag (år 2011). Under 1970-talet fick dessa filmer alltmer våldsamma inslag, och det skapade begreppet Pink Violence. Under 1980-talet präglades filmerna av mer teknisk finess och konstnärligt berättande och under 1990-talet kom det en ny våg av pink film med lite mörkare teman.
En av de stora regissörerna inom genren heter Takahisa Zeze.